# 西班牙佔領多明尼加
西班牙佔領多明尼加共和國，是指在1861年多明尼加總統佩德羅·桑塔納將軍要求西班牙女王伊莎貝拉二世在多米尼加共和國獨立17年之後重新奪回控制權。
西班牙在四十年前就已經失去了美洲的殖民地，此時接受了他的提議又把這個國家重新變成了一個殖民地。但多米尼加爆發叛亂反對西班牙統治。
1865年美國內戰結束，美國重新宣佈門羅主義，促使西班牙部隊撤離回到了古巴。